# Kleiner Madron
Der Kleine Madron, auch Petersberg genannt, ist ein Berg bei Flintsbach am Inn im bayerischen Inntal. Er ist 848 m ü. NHN hoch und geographisch den Bayerischen Voralpen und dort dem Mangfallgebirge zuzuordnen. Auf seinem Gipfelbereich liegt der Flintsbacher Gemeindeteil Petersberg.

## Lage
Der Kleine Madron liegt auf dem Gebiet der Gemeinde Flintsbach am Inn am Südrand des Ortes und etwa 350 Meter westlich des etwa 100 Meter höheren Großen Madron, von dem er durch den tief eingeschnittenen Hundtsgraben getrennt ist.
Zu Fuß ist der Kleine Madron über eine Forststraße von Flintsbach aus in rund einer Stunde zu erreichen. Der Weg führt an den Ruinen der Burgen Unter-Falkenstein und Ober-Falkenstein (Rachelburg) vorbei. Im Winter ist die verschneite Forststraße eine beliebte Rodelbahn.
Umliegende Berggipfel oder Ausflugsziele sind der Große Riesenkopf, die Maiwand, die Hohe Asten, der Rehleitenkopf und der Große Madron.

## Beschreibung
Im Flintsbacher Gemeindeteil Petersberg auf der Kuppe des Kleinen Madron befinden sich ein Gasthof und eine dem heiligen Petrus geweihte Kirche. Beide gehörten im Mittelalter zum Kloster Sankt Peter am Madron, einem Benediktinerkloster, das von den Grafen von Falkenstein gestiftet worden war. Dieses Kloster war ab 1997 Gegenstand einer Lehr- und Forschungsgrabung des Instituts für Vor- und Frühgeschichte und Provinzialrömische Archäologie der Ludwig-Maximilians-Universität München. Im Lauf dieser Ausgrabung wurden auch die älteren Siedlungsperioden auf dem Petersberg und die mittelalterliche Landesentwicklung in seiner Umgebung erforscht.
Im 20. Jahrhundert wurde häufig als Name Petersberg benutzt. An dem von der Forststraße zum Gipfel hinaufführenden Fußweg stehen seit 1978 13 Steinpfeiler mit Bronzereliefs des Rosenheimer Bildhauers Josef Hamberger, die Jesus Christus und die Apostel darstellen. Der „Apostelweg“ endet an der Kirche als 14. Station.

## Bilder

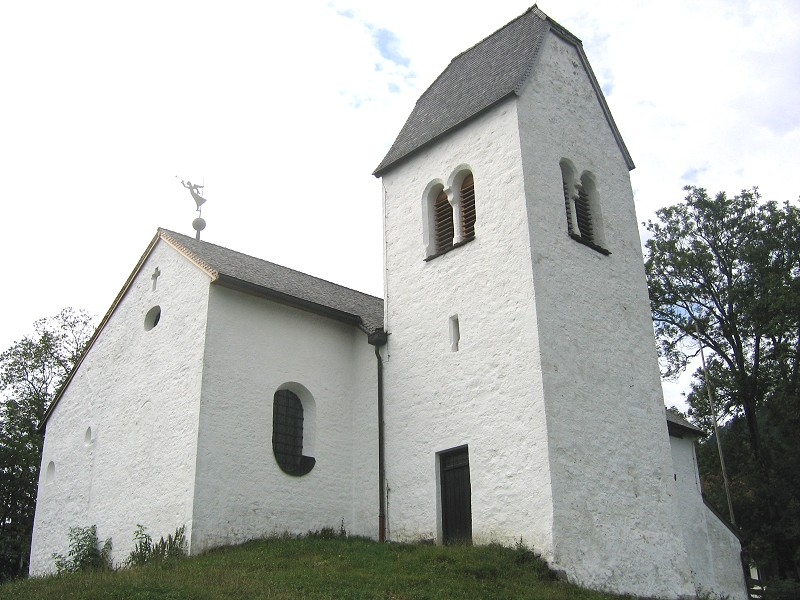
Kirche auf dem Petersberg
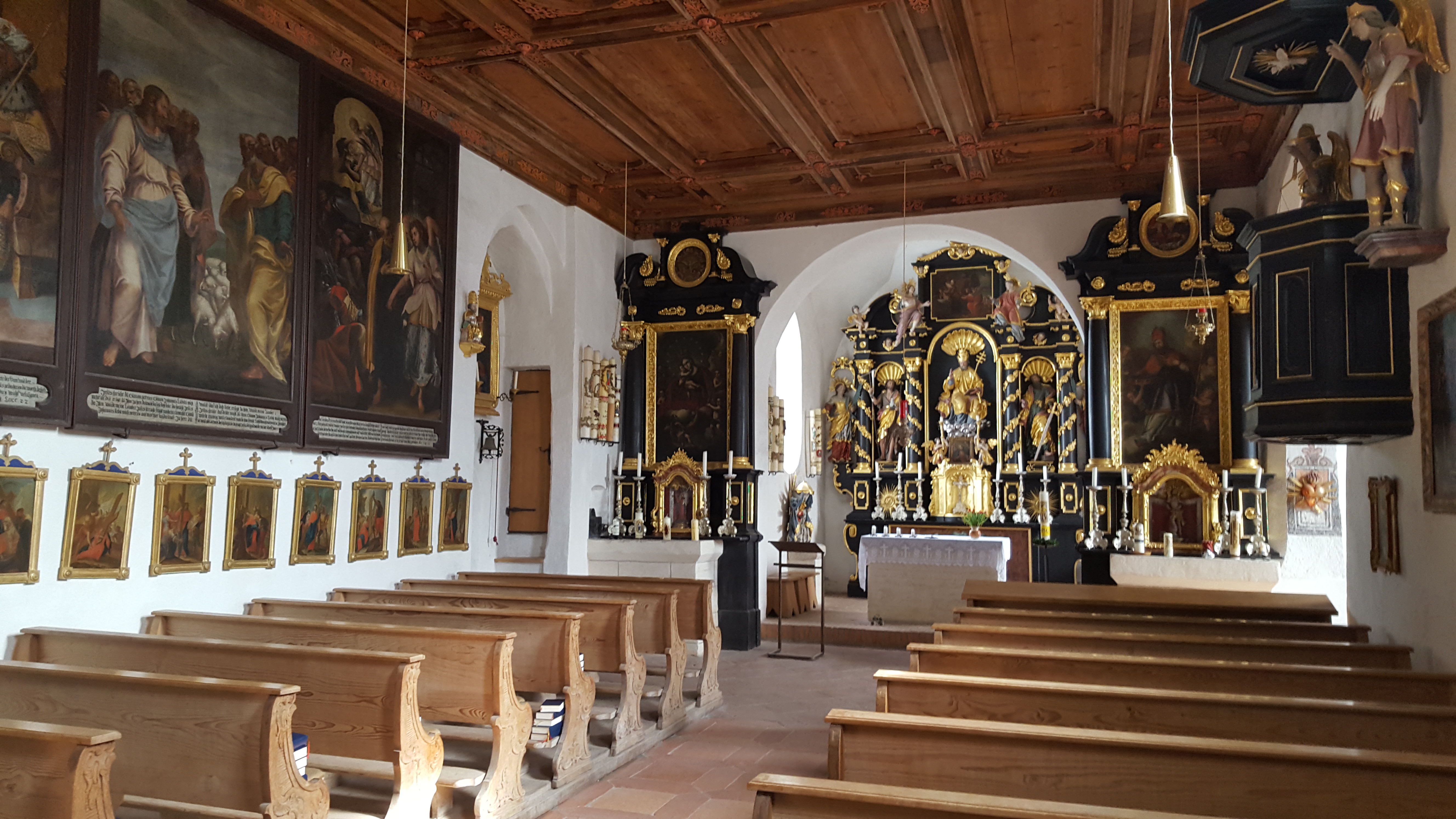
Blick ins Kircheninnere
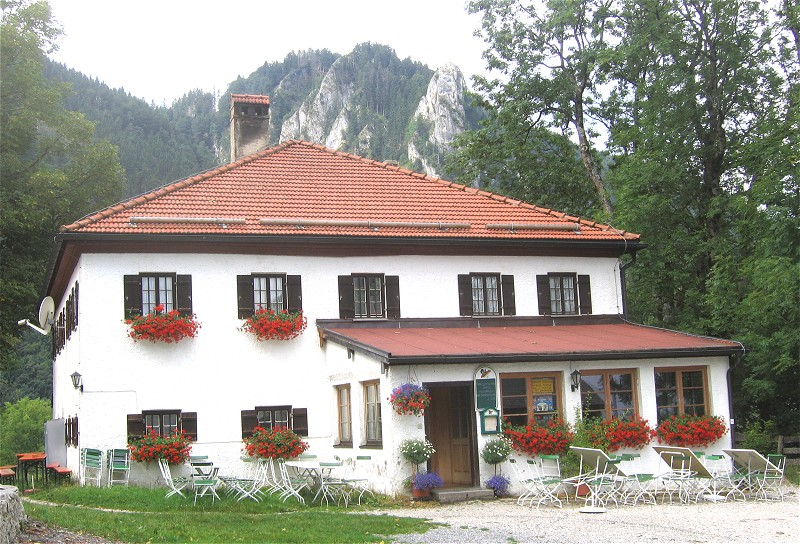
Gasthof auf dem Petersberg, im Hintergrund der Riesenkopf mit Maiwand
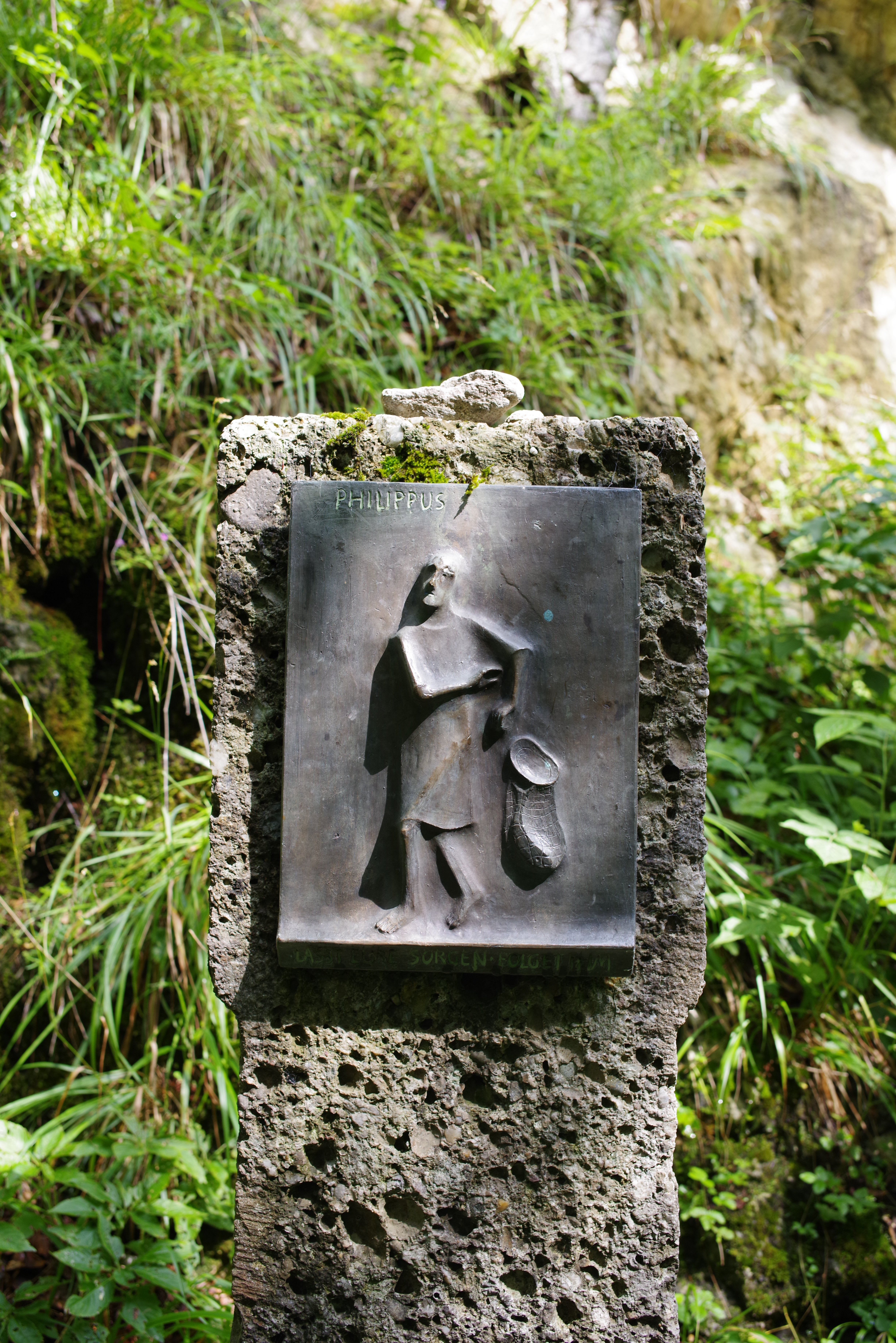
Station des Apostelwegs